# Solidere
Die Firma Solidere ist ein libanesisches Bau- und Immobilienunternehmen. Der Name ist ein Akronym für Société libanaise pour le développement et la reconstruction de Beyrouth, (Gesellschaft für die Entwicklung und den Wiederaufbau von Beirut). 

## Geschichte
Das Unternehmen wurde am 5. Mai 1994 von Rafiq al-Hariri, dem ehemaligen Ministerpräsidenten des Libanon gegründet. Durch eine Vereinbarung mit der Regierung genießt Solidere besondere Befugnisse und kann in begrenztem Umfang als Aufsichtsbehörde agieren und sogar Enteignungen durchführen. Das Unternehmen stellt eine besondere Form der öffentlich-privaten Partnerschaft dar.

## Projekte
Solidere ist die wichtigste Kraft für den Wiederaufbau von Beirut nach dem libanesischen Bürgerkrieg (1975–1990). Die Hauptfunktion von Solidere ist die Aufsicht und Durchführung des von der Regierung initiierten Wiederaufbauplans. Dazu gehört die Finanzierung und der Ausbau der Infrastruktur, Neubau und Sanierung von im Krieg zerstörten Strukturen, Stadtgestaltung und das Management von Immobilien.

## Kritik

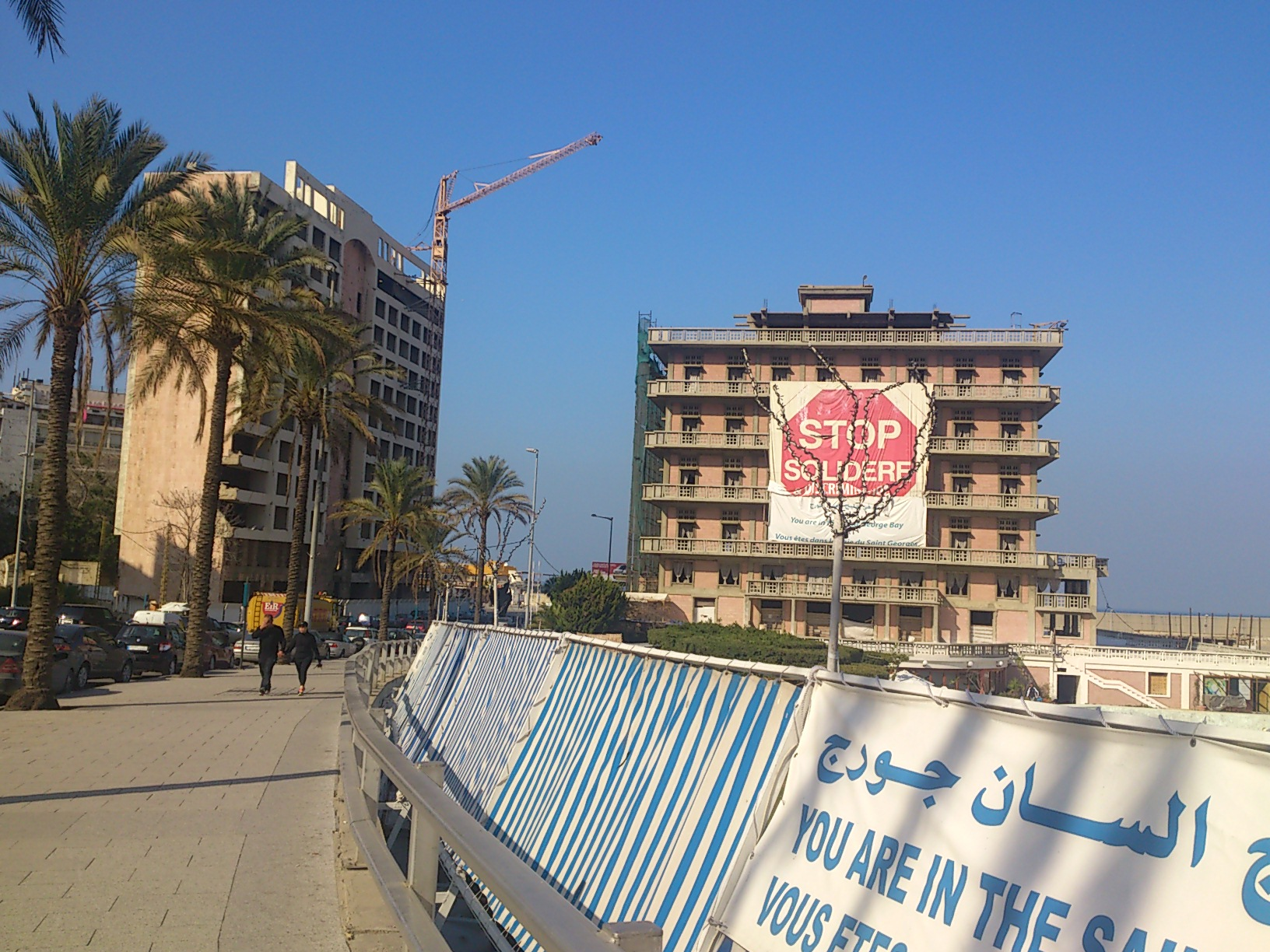
Protest gegen Solidere in der Innenstadt von Beirut am ehemaligen Saint George Hotel an der Sankt-Georgs-Bucht

Das Unternehmen steht in der Kritik für eine sozial und historisch unverträgliche Bautätigkeit in Beirut verantwortlich zu sein. Dabei wurden durch den damaligen Vorsitzenden und Hauptaktionär Rafiq al-Hariri, der gleichzeitig Premierminister des Landes war, im großen Stil Wohnbauten geräumt und historische Gebäude abgerissen, um dort Luxusimmobilien zu errichten. Eine Gentrifizierung des Beirut Central District war die Folge.